# Vulcan
Vulcan (dříve Jiu-Vaidei-Vulcan, německy Wolkendorf, Wulkan, maďarsky Vulkán, dříve Zsilyvajdejvulkán) je město v Rumunsku v župě Hunedoara. Nachází se u břehu řeky Jiul de Vest (jedna ze zdrojnic řeky Jiu), asi 99 km jihovýchodně od Devy a asi 325 km severozápadně od Bukurešti. V roce 2011 žilo ve městě 24 160 obyvatel.
Ačkoliv v moderní rumunštině název Vulcan znamená sopka, název města pochází ze slovanského slova vlk. Městem prochází silnice DN66A.